# 声優パラダイスR
声優パラダイスR（せいゆうパラダイス アール）は、秋田書店が発行していた声優情報を扱ったムック。隔月で奇数月10日発売。

## 沿革
- 2010年6月 - ムックとして『声優PARADISE』のタイトルで創刊。発行元はグライドメディア（実質ミリオン出版）。
- 2012年7月 - Vol.12より題字が『声優パラダイス』に変更。
- 2012年9月 - Vol.13より『ihr HertZ』増刊となる。
- 2013年5月 - Vol.17より発行元がメディアボーイに移った。ただし、グライドメディアも提携という形で残り、同社の公式サイト上で引き続き情報提供が行われた。
- 2014年5月 - Vol.23にてメディアボーイでの刊行を終える。あわせて累積号数表記も終了となった。
- 2014年7月 - 2014年8月号より秋田書店に移管の上、『チャンピオンRED』の増刊号という形でタイトルが『声優パラダイスR』となり、形態も雑誌となる。
- 2015年3月 - Vol.5より再び雑誌からムックへと戻る（号数表記はそのまま引き継がれた）。
- 2022年11月 - 同年11月30日発売のVol.51をもって一旦廃刊。2022年12月29日現在で公式サイトも閉鎖されている。